# Eugene Delmar
Eugene Delmar (New York, 12 settembre 1841 – New York, 22 febbraio 1909) è stato uno scacchista statunitense.

## Biografia
Annoverato tra i più forti maestri statunitensi della seconda metà dell'Ottocento, vinse quattro volte il campionato dello Stato di New York (1890, 1891, 1895 e 1897). 
Altri risultati di rilievo:
- 1874:  vince il campionato del Brooklyn Chess Club
- 1876:  secondo dietro a James Mason nel New York Clipper Tournament
- 1879:  vince un match a New York contro il problemista Samuel Loyd (+5 =0 –1)
- 1885.86:  vince il 7º e 8º campionato del Manhattan Chess Club
- 1888:  vince un match contro Samuel Lipschütz (+5 =0 –3)
- 1900:  vince un match contro Robert Henry Barnes (+7 –0 =1)
- 1902:  perde un match contro Hermann Keidanski (1–4)

Nel 1904 partecipò all'età di 60 anni al forte torneo di Cambridge Springs (vinto da Frank Marshall), ma terminò all'ultimo posto. 
Alcune partite notevoli:
- Pillsbury - Delmar, New York 1893  – Tre Cavalli var. Steinitz
- Taubenhaus - Delmar, New York 1893  – Difesa russa C43
- Chigorin - Delmar, New York 1889  – Difesa francese
- Delmar - Mason, New York 1889  – Difesa Steinitz differita
- Delmar - Marshall, match New York 1900  – Quattro cavalli C47
- Hodges - Delmar, Cambridge Springs 1904  – Spagnola var. Cozio C60
- Schlechter - Delmar, Cambridge Springs 1904  – Difesa Philidor (1/2)